# Utricularia reniformis

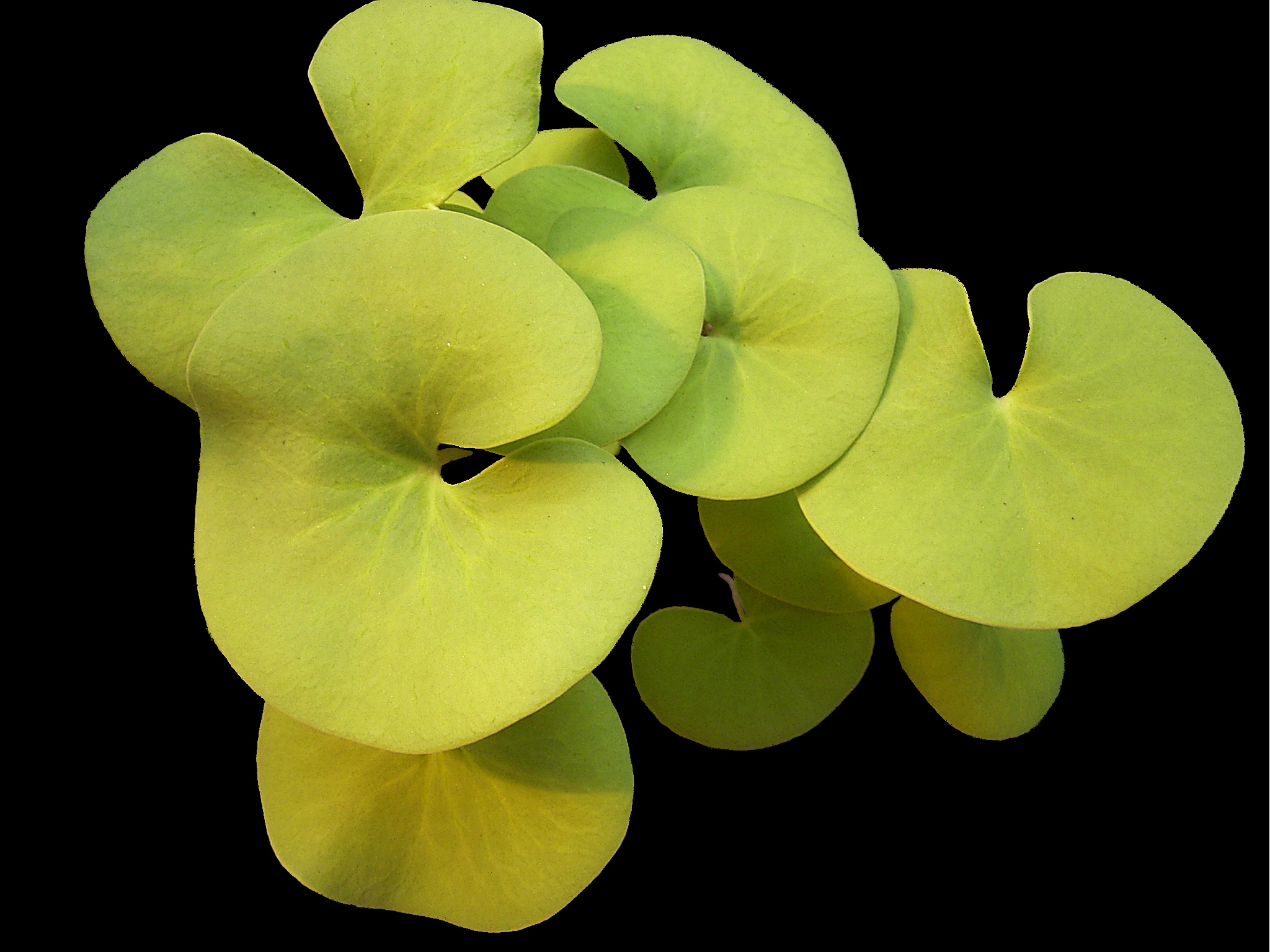
Typische Form der Blattspreiten

Utricularia reniformis ist eine Pflanzenart aus der Gattung der Wasserschläuche (Utricularia). Diese fleischfressende Pflanze gedeiht ausschließlich in den südbrasilianischen Küstengebirgen.

## Beschreibung

### Vegetative Merkmale
Utricularia reniformis wächst sowohl terrestrisch als auch epiphytisch. Sie besitzt für Utricularia-Arten recht große Laubblätter. Die Laubblätter bestehen aus einem bis zu 30 cm langen Blattstiel und einer mit einem Durchmesser von bis 14 cm nierenförmigen Blattspreite. Die Fallen werden 0,7 bis 1,5 mm groß und sind dicht von Drüsen bedeckt. Sie weisen zwei unverzweigte dorsale Anhängsel auf.

### Generative Merkmale
Am bis zu 1 m langen Blütenstand stehen 3 bis 14 etwa 4 cm große Blüten. Der Gaumen der violettblauen Blütenkrone ist charakterisiert durch zwei goldgelbe, streifenförmige Saftmale, welche von rotvioletten Rändern eingefasst sind.

## Vorkommen
Utricularia reniformis wächst ausschließlich in Südbrasiliens Küstengebirgen. Dort findet man sie beispielsweise im Orgelgebirge auf dem Mt. Itatiaia recht zahlreich.
Utricularia reniformis gedeiht in küstennahen Gebirgen in Höhenlagen zwischen 750 und 1900 Meter. Sie wächst in ständig feuchten Grasformationen inmitten von Horstgräsern.

## Systematik
Utricularia reniformis wurde von Augustin François César Prouvençal de Saint-Hilaire im Jahre 1830 erstbeschrieben.
Utricularia reniformis gehört zur Sektion Orchidioides in der Untergattung Utricularia innerhalb der Gattung Utricularia